# Зведений географічний довідник Антарктики

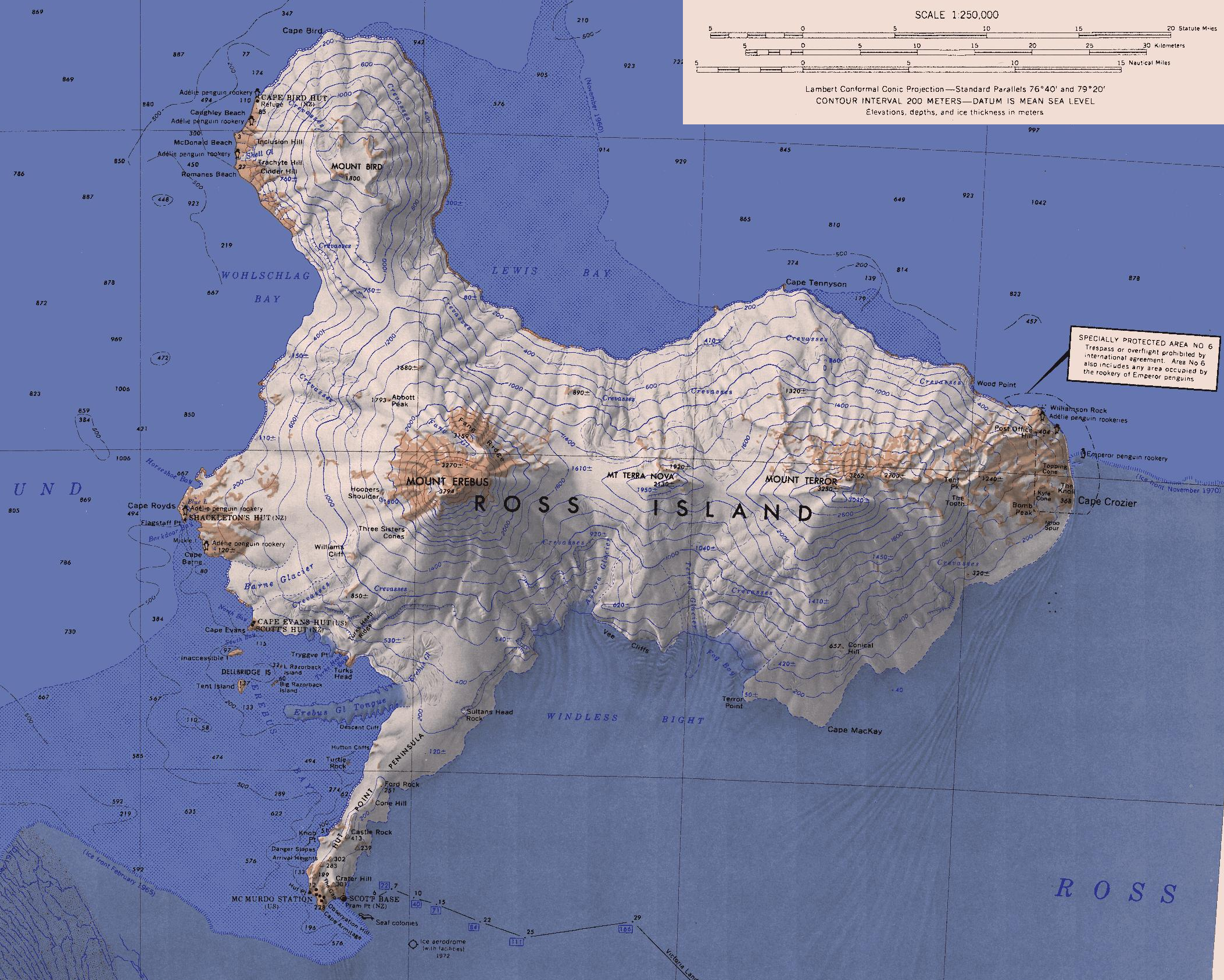
Назви місць із Зведеного антарктичного географічного довідника на топографічній карті острова Росса

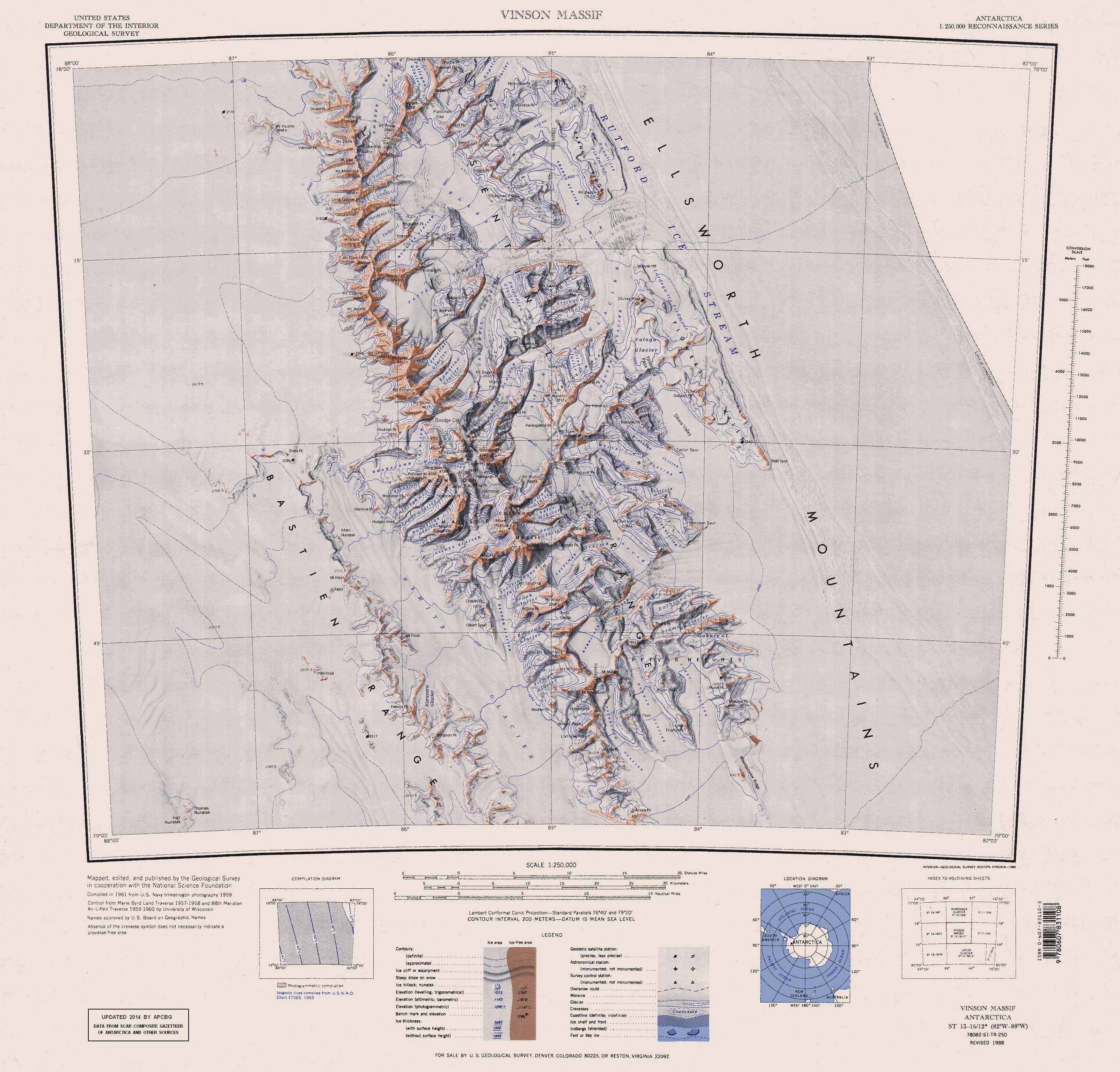
Назви місць із Зведеного антарктичного географічного довідника на топографічній карті хребта Сентинел в горах Елсворт

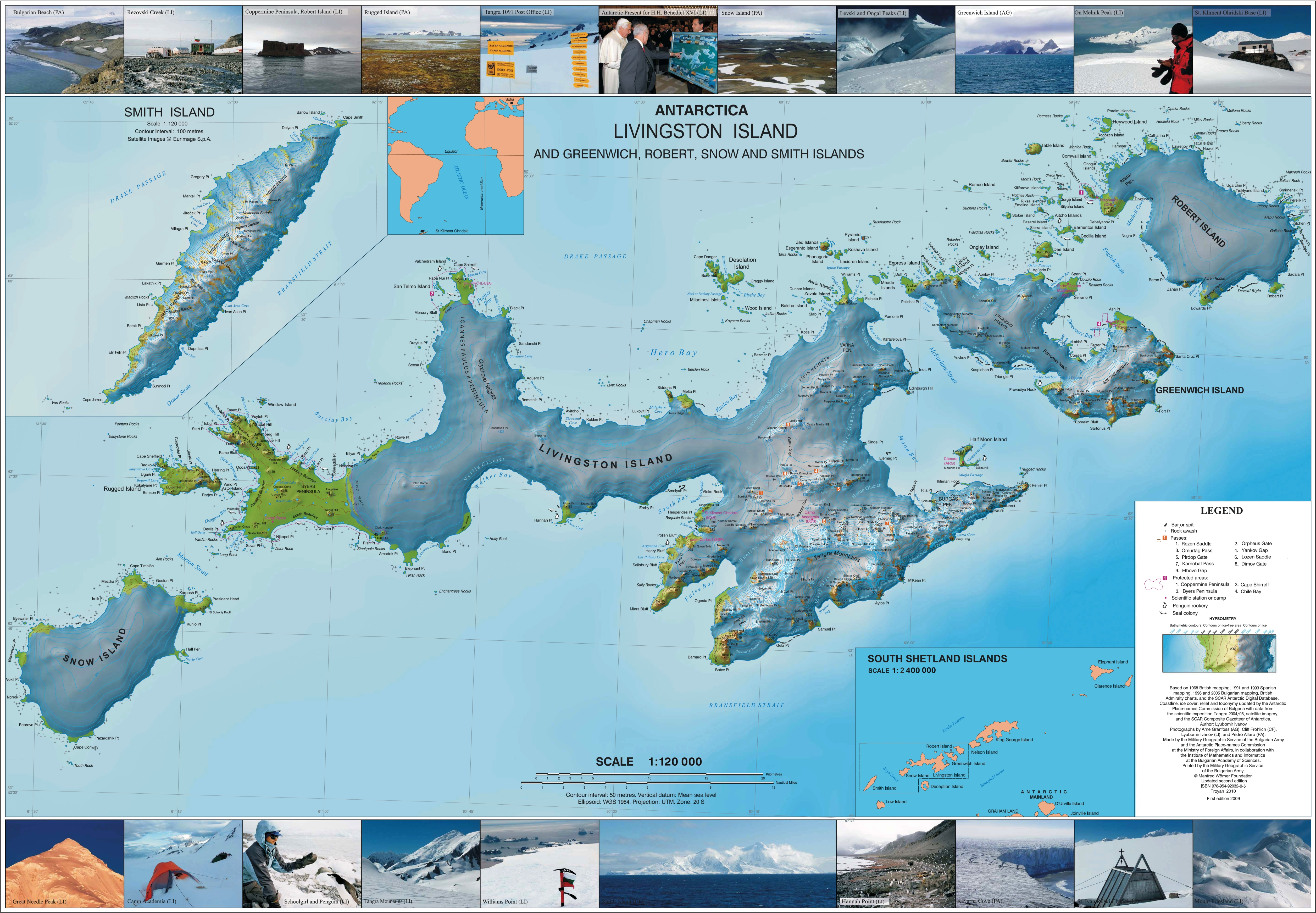
Назви місцевостей різного національного походження із Зведеного антарктичного географічного довідника на топографічній карті Південних Шетландських островів

Зведений географічний довідник Антарктики (англ. Composite Gazetteer of Antarctica, CGA) — довідник Наукового комітету з антарктичних досліджень (SCAR) є авторитетним міжнародним географічним довідником (газетиром), який містить усі антарктичні топоніми, опубліковані в національних географічних журналах, а також основну інформацію про ці назви та відповідні географічні об'єкти. Довідник містить також частини географічного довідника Міжнародної гідрографічної організації (IHO) Загальної батиметричної карти океанів (GEBCO) для підводних об'єктів, розташованих на південь від 60° південної широти.
Станом на грудень 2021 року, загальний вміст CGA становить 39 143 географічних назв для близько 20 тис. об'єктів, включаючи близько 500 об'єктів з двома або більше абсолютно різними назвами. Список також включає назви підводних об’єктів, зазначених в Загальній батиметричній карті океанів (GEBCO), і назви, зазначені компетентними національними установами, наданими з наступних джерел:.
| Країна          | Імен   |
| --------------- | ------ |
| США             | 13 192 |
| Велика Британія | 5176   |
| Росія           | 4808   |
| Нова Зеландія   | 3573   |
| Австралія       | 2562   |
| Аргентина       | 2545   |
| Чилі            | 1866   |
| Норвегія        | 1706   |
| Болгарія        | 1540   |
| Німеччина       | 399    |
| Польща          | 365    |
| КНР             | 359    |
| Японія          | 345    |
| Франція         | 227    |
| GEBCO           | 182    |
| Бельгія         | 117    |
| Італія          | 53     |
| Іспанія         | 35     |
| Південна Корея  | 27     |
| Індія           | 21     |
| Еквадор         | 9      |
| Уругвай         | 5      |
| ПАР             | 2      |
| Канада          | 2      |
| Україна         | 1      |
| Всього          | 39 143 |

## Національні органи з питань антарктичних топонімів
Країна / Офіційний орган
- Австралія : Австралійський антарктичний комітет імен і медалей
- Аргентина : Національний інститут географії, Військово-морська служба гідрографії
- Болгарія : Комісія з географічних назв Антарктики
- Велика Британія : Британська антарктична служба, Комітет антарктичних географічних назв Великої Британії
- Канада : Рада географічних назв Канади
- Китай : Комітет китайських топонімів
- Німеччина : Постійний комітет з географічних назв
- Італія : Комітет географічних назв Антарктики
- Нова Зеландія : Комітет антарктичних топонімів Нової Зеландії
- Норвегія : Комітет антарктичних топонімів Норвегії, Norsk Polarinstitutt
- Польща : Комітет полярних досліджень Польської академії наук
- Росія : Російська міжвідомча комісія з географічних назв
- Сполучені Штати : Рада США з географічних назв
- Україна : Міжвідомча науково-методична рада з питань географічних назв
- Уругвай : Антарктичний інститут Уругваю
- Франція : Комісія з топоніміки TAAF, Національний географічний інститут
- Чилі : Гідрографічний і океанографічний інститут Чилійського флоту (SHOA), Військово-географічний інститут (IGM)
- Японія : Комітет антарктичних топонімів Японії

Інші міжнародні установи, що займаються антарктичними географічними назвами:
- GEBCO : Підкомітет GEBCO з назв підводних об'єктів

## Українські назви в Антарктиді
На карті Антарктиди присутні кілька імен, які тісно пов'язані з Україною, чи видатними її персонами. Так крім назви української антарктичної станції «Академік Вернадський», на Південному материку є кілька назв на честь відомого українського мандрівника, учасника Британської антарктичної експедиції 1910—1913 р. Антона Омельченка: Бухта Омельченка, Скеля Омельченка. Також присутні назви Півострів Київ, Гори Вернадського, Хребет космонавта Поповича. Також готуються документи по присвоєнню назв ще кільком антарктичним об'єктам на честь відомих українців.

## Нотатки
1. ↑  Веб-сайти SCAR надають різну інформацію про кількість країн, які подають назви. Так на домашній сторінці вказано 22 країни, тоді як на сторінці статистики, яка повідомляє про кількість надісланих імен, дається інформація про 24 країни, а на сторінці, на якій представлені установи, що подають звіти, наводиться 26 країн (включаючи Бразилію, Фінляндію та Швеція, які раніше не були включені).